# Список деревенских жестовых языков

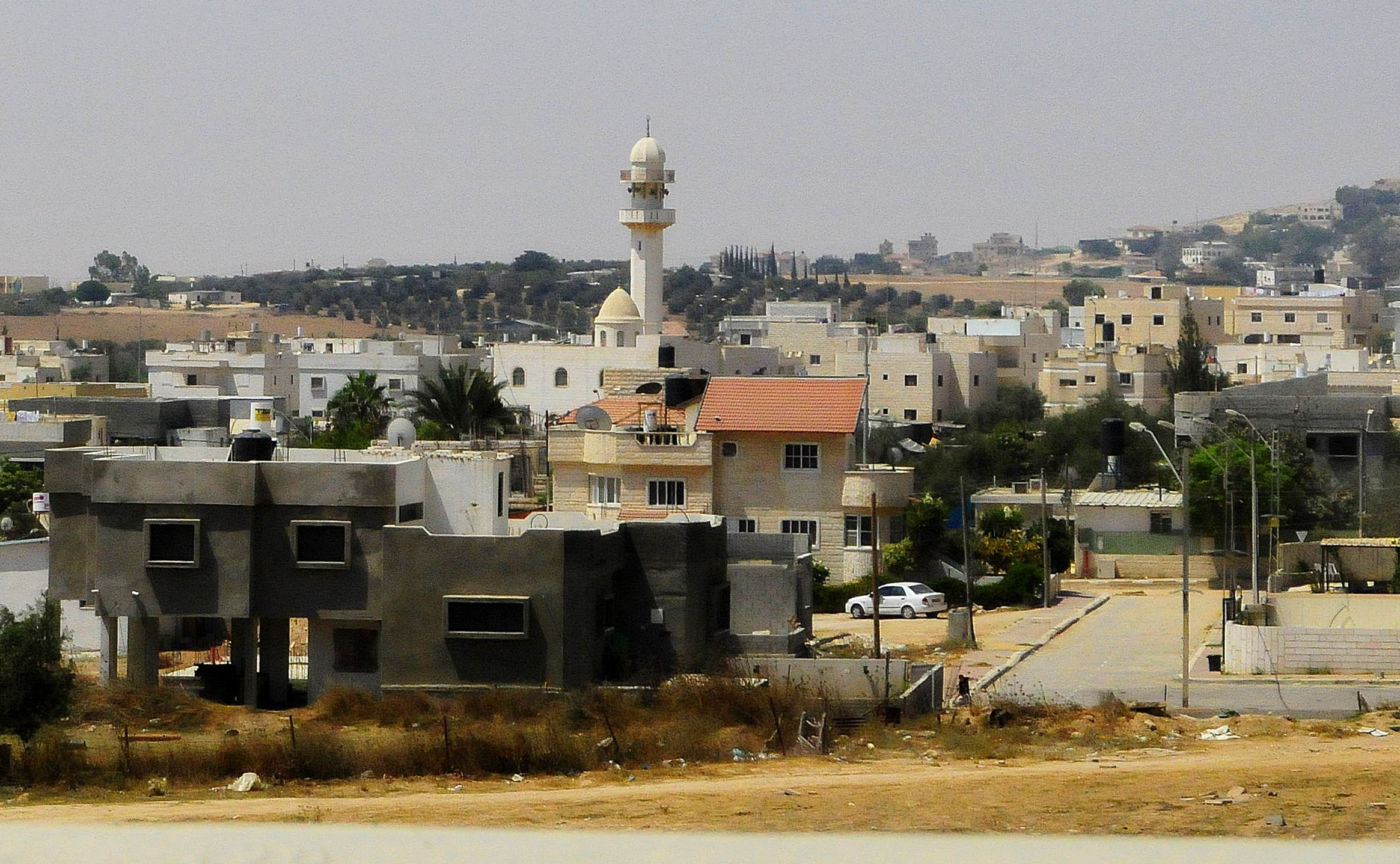
Бедуинская деревня Ас-Сайид в Израиле, где сформировался ас-сайидский жестовый язык.

Деревенские жестовые языки — жестовые языки, которые возникают в замкнутых сообществах с необычно высокой долей неслышащих людей, чаще всего обусловленной генетическим причинами. Носителями деревенских жестовых языков являются не только глухие, но и слышащие члены сообщества.

## Список деревенских жестовых языков
Представленный здесь список деревенских жестовых языков построен на основе материалов лингвистических каталогов Ethnologue и Glottolog, а также некоторых обзорных статей, посвящённых общим жестовым языкам.
Некоторые из языков, упомянутых в указанных источниках, не были включены в таблицу, если в других работах они чётко характеризуются как не соответствующие представлениям о деревенских жестовых языках. Среди них: 
- жестовый язык Гвинеи-Биссау (англ. Guinea-Bissau Sign Language), который сформировался на базе класса для неслышащих детей и, таким образом, относится к жестовым языкам сообществ глухих[8].
- жестовый язык йоруба (англ. Yoruba Sign Language), который возник как жестовый язык сообщества глухих на базе жестовой системы, используемой всеми членами сообщества[9].
- старый жестовый язык Коста-Рики (англ. Original Costa Rican Sign Language), являющийся жестовым языком сообщества глухих[10].
- жестовый язык крайнего севера Квинсленда (англ. Far North Queensland Indigenous Sign Language), классифицируемый как контактный язык или набор идиолектов[11].
- жестовые языки Маражо (англ. Marajó Sign Languages), которые возникли на базе домашних жестовых систем благодаря содействию местных организаций, занимающихся людьми с ограниченными возможностями. Эти языки характеризуются как частично интегрированные домашние жестовые системы[12].
- жестовый язык нага (англ. Angami Naga Sign Language) — универсальное средство общения между народами нага, говорящими на невзаимопонятных диалектах[13]
- жестовый язык Маунабдхук и Бодхе (англ. Maunabudhuk and Bodhe Local Sign) (Непал), который был охарактеризован как «локальная жестовая система». В деревнях Маунабдхук и Бодхе наблюдается высокая доля глухих людей, которые не приходятся родственниками друг другу. Для общения они используют жестовые системы, которые некоторым образом согласованы между собой, однако эффективность коммуникации значительно ниже, чем в сообществах деревенских языков[14].

| Деревенский жестовый язык | Место                                                        | Возраст языка                                                                                     | Число носителей                                                                             | Примечания |
| --- | ------------------------------------------------------------ | ------------------------------------------------------------------------------------------------- | ------------------------------------------------------------------------------------------- | --- |
| Жестовый язык горы Аведжаха (англ. Mount Avejaha Sign Language) | подножие горы Аведжаха (Оро, Папуа — Новая Гвинея)           | вероятно, возник в 1990-х годах.                                                                  | н/д                                                                                         | Язык не изучен. В сообществе положительное отношение к людям с нарушениями слуха, дискриминации не наблюдается. |
| Жестовый язык Адаморобе (англ. Adamorobe sign language, AdaSL) | Адаморобе (Восточная область, Гана)                          | 200 лет или старше                                                                                | 40 глухих (2021)                                                                            | Язык хорошо задокументирован, имеется ряд публикаций различных авторов, касающихся общего описания языка, выражения форм и размеров, иконичности, притяжательности, языковых контактов, витальности языка и других социолингвистических аспектов. Имеется диссертация, в которой рассмотрены вопросы фонологии и семантики. Язык возник из-за высокой доли жителей с наследственной аутосомно-рецессивная глухотой, связанной с мутацией гена GJB2, кодирующего белок коннексин 26. В сообществе положительное отношение к людям с нарушениями слуха, однако с 1975 года принят закон, запрещающий браки между двумя неслышащими персонами. Глухие жители воспринимают его как дискриминирующий. Рост популярности ганского жестового языка и снижение числа глухих новорожденных ставят под угрозу существования жестового языка Адаморобе.                                                             |
| Жестовый язык алжирских евреев (англ. Algerian Jewish Sign Language, англ. Ghardaia Sign Language, AJSL) | Гардая (Мзаб, Алжир) Израиль, Франция                        | не менее пяти поколений                                                                           | н/д                                                                                         | В 1962 году еврейское сообщество покинуло город Гардая, перебравшись во Францию и в Израиль. В настоящее время язык функционирует как «деревенский жестовый язык без деревни». Язык вытесняется израильским жестовым языком. |
| Алипурский жестовый язык (англ. Alipur Sign Language) | Алипур (Карнатака, Индия)                                    | не менее шести поколений                                                                          | 150 глухих (2012)                                                                           | Изучение алипурского жестового языка началось в 2007 году. В Алипуре глухота рассматривается как недостаток. В частности, при вступлении в брак глухой человек выплачивает семье супруга или супруги большее приданое, а браки между двумя глухими супругами подвергаются осуждению. Традиционно неслышащие считались непригодными к получению образования, так что первая школа для глухих появилась в регионе только в 2001 году. Из-за неравного доступа к образованию имеется и неравенство в трудоустройстве. Вытесняется американским жестовым языком. |
| Жестовый язык Амамиосима (англ. Koniya Sign Language, англ. Amami Oshima Sign Language, AOSL) | Сетоути (Осима, Кюсю, Япония)                                | н/д                                                                                               | не менее 13 глухих (1993)                                                                   | Люди с нарушениями слуха работают так же, как и слышащие жители острова Осима и не подвергаются дискриминации. |
| Ас-сайидский жестовый язык (англ. Al-Sayyid Bedouin Sign Language, ABSL) | Ас-Сайид (Израиль)                                           | возник приблизительно в 1930-х                                                                    | около 130 глухих (2008), около 700 слышащих                                                 | Лингвистическая структура языка подробно исследована в литературе. Жестовый язык возник из-за частых проявлений аутосомно-рецессивной несиндромальной глухоты в сообществе. Отношение в сообществе к людям с нарушениями слуха позитивное, они не подвергаются дискриминации. Тем не менее, разрыв между слышащими и неслышащими членами сообщества растёт. С 1960-х годов дети без нарушений слуха посещают учебные заведения, тогда как образование для глухих стало доступно позже: с 1980-х — в еврейской школе, с 1990-х — в арабской, с 2004 года — детский сад и начальная школа. Грамотность среди глухих остаётся низкой, а получение высшего образования невозможно, так как специализированные учебные заведения не подготавливают учащихся к получению аттестата зрелости. Разница в образовании и, как следствие, в профессиональной деятельности мотивирует формирование сообществ глухих. |
| Балийский жестовый язык (индон. Kata Kolok, англ. Balinese Sign Language) | Бенгкала (Булеленг, Бали, Индонезия)                         | не менее пяти поколений                                                                           | 46 глухих (2011), не менее 57% из 2740 жителей деревни                                      | Язык относится к изученным деревенским жестовым языкам, имеются диссертации, касающиеся социолингвистической ситуации в деревне и использования жестового пространства в языке. Язык возник из-за распространённости наследственной глухоты, вызванной рецессивной несиндромальной мутацией гена MYO15A. Глухие члены интегрированы в сообщество и имеют равные со слышащими шансы трудоустроиться или вступить в брак. Тем не менее, в обществе имеются социальные конструкты, связанные с глухотой: при упоминании неслышащего человека перед его именем произносят слово kolok (с индонезийского — «глухой»), глухие жители деревни проводят особые ритуалы. Отмечается, что глухие люди принадлежат к числу беднейших жителей деревни и часто перебиваются случайными заработками, не имея постоянного трудоустройства.                                                                              |
| Бан-кхорский жестовый язык (англ. Ban Khor Sign Language, BKSL) | Бан-Кхор (Исан, Таиланд)                                     | возник в 1930-х                                                                                   | 16 глухих носителей (2003), около 400 всего (2012)                                          | Язык относится к изученным жестовым языкам, имеются публикации о его лингвистической структуре и функционировании, а также записано несколько сотен часов видео с носителями. Высокая доля глухих жителей в деревне вызвана доминантной генной мутацией. Хотя в деревне глухота имеет кармическое объяснение, глухие жители не подвергаются дискриминации и интегрированы в сообщество. С 2000-х годов в деревне происходят социально-экономические и демографические изменения. Население посёлка выросло за счёт приезжих, не владеющих бан-кхорским жестовым языком; многие жители работают за пределами деревни; растёт социально-экономическое неравенство; глухие дети посещают специализированные школы, где требуется владение тайским жестовым языком. Эти факторы ставят под угрозу существование бан-кхорского жестового языка.                                                               |
| Жестовый язык Боакако (англ. Bouakako Sign Language, фр. Langue des Signes Bouakako, LaSiBo) | Боакако (около города Ире, Кот-д’Ивуар)                      | возник в 1960-х                                                                                   | 9 глухих (2016)                                                                             | Из девяти глухих жителей семеро состоят в родстве друг с другом, так что язык Боакако можно рассмотреть как семейный жестовый язык. Хотя глухие люди интегрированы в жизнь деревни, наблюдаются случаи дискриминации. В частности, на золотой рудник в городе Ире постоянно приглашаются рабочие с округи, но от Боакако трудоустройство получают только слышащие жители. Нередки ситуации, когда в присутствии неслышащих людей беседа ведётся с помощью устного языка, так что они оказываются исключены из разговора. Некоторые сельские жители считают глухоту заразной болезнью. |
| Жестовый язык борука (англ. Brunca Sign Language) | Брунка (Коста-Рика)                                          | н/д                                                                                               | 8 глухих, подавляющее большинство из 800 слышащих (1991)                                    | Язык не изучен. Сформировался в племени борука. Глухие жители были полностью интегрированы в сообщество и не подвергались дискриминации. |
| Жестовый язык брибри (англ. Bribri Sign Language) | юг Коста-Рики                                                | н/д                                                                                               | 0 глухих (1991), многие слышащие (1991)                                                     | Язык не изучен. Сформировался в племени брибри. В сообщество были три глухих члена, которые использовали жестовый язык брибри, но к 1991 году они уже умерли. Слышащие члены сообщества помнили жестовый язык и могли уверенно им пользоваться. |
| Жестовый язык бура (англ. Bura Sign Language) | Кукурпу (40 километров к юго-востоку от Биу, Нигерия)        | н/д                                                                                               | н/д                                                                                         | Язык не изучен. Возник из-за распространённости наследственной глухоты в регионе. |
| Ванибский жестовый язык (англ. Wanib Sign Language) | южное подножие гор Торичелли (Папуа — Новая Гвинея)          | н/д                                                                                               | н/д                                                                                         | Язык не изучен. Используется народом ваниб. |
| Жестовый язык догонов (англ. Douentza Sign Language, англ. Dogon Sign Language) |                                                              |                                                                                                   |                                                                                             | |
| Гандрукский жестовый язык (англ. Ghandruk Sign Language) | Гандрук (Каски, Непал)                                       | н/д                                                                                               | около 20 глухих (2006), многие слышащие                                                     | Язык малоизучен. Имеет контакты с непальским жестовым языком: около 63% в языках совпадают. Глухота в Непале стигматизирована и воспринимается как проявление плохой кармы. |
| Джанкотский жестовый язык (англ. Jhankot Sign Language) | Джанкот (Долпа, Непал)                                       | н/д                                                                                               | н/д                                                                                         | Язык не изучен. Утверждается, что в поселении Джанкот 10% населения были полностью глухи. Глухота в Непале стигматизирована и воспринимается как проявление плохой кармы. |
| Жестовый язык Джумла (англ. Jumla Sign Language) | Джумла (Карнали, Непал)                                      | н/д                                                                                               | н/д                                                                                         | Язык малоизучен. Находится под угрозой исчезновения, так как глухие дети ходят в школу, где изучается непальский жестовый язык. Лексика совпадает с лексикой непальского жестового языка на 45%. Глухота в Непале стигматизирована и воспринимается как проявление плохой кармы. |
| Инуитский жестовый язык (англ. Inuit Sign Language, IUR) | Нунавут (Канада)                                             | использование знаковых систем с XVIII века, в 1930 упоминание о коммуникации глухих               | менее 40 глухих (2015)                                                                      | Исследованы фонология, морфология и лексика языка, опубликована диссертация. Вероятнее всего, возник как вспомогательный язык для общения во время охоты, а затем использовался глухими в качестве основного средства коммуникации. Доля неслышащих оценивает в 0.6%, включая как наследственные заболевания, так и потерю слуха вследствие болезней или травм. Глухие в обществе и жестовый язык не подвергаются стигматизации в обществе. Используется в нескольких регионах территории Нунавут, достаточно удалённых друг от друга, что нехарактерно для деревенских языков. В школах изучаются американский жестовый язык и жестовая форма английского языка, которые ставят под угрозу существование инуитского жестового языка. Язык используется в основном для общения глухих людей со слышащими, разговоры на инуитском языке между глухими людьми крайне редки.                                |
| Жестовый язык Ислас-де-ла-Баия (англ. Bay Islands Sign Language, англ. French Harbour Sign Language) | Френч-Харбор и Джонсвилл (Роатан, Гондурас)                  | около 100 лет                                                                                     | 11 (2020)                                                                                   | Язык возник из-за того, что в сообществе высокий процент носителей синдрома Ушера, который вызывает не только врождённые нарушения слуха, но и последующую утрату зрения. Выработанный язык позволяет коммуницировать с слепоглухими людьми, поскольку имеет не только жестовую, но и тактильную форму. |
| Жестовый язык йолнгу (англ. Yolŋu Sign Language, YSL, djama gongdhu) | Арнем-Ленд (Австралия)                                       | н/д                                                                                               | 7 глухих (2012)                                                                             | Вспомогательный жестовый язык для общения в ситуациях, когда речь табуирована. Был освоен глухими членами племени в качестве основного средства общения и, таким образом, совмещает функции ритуального и деревенского жестовых языков. Вероятно, глухота членов сообщества вызвана не генетическими причинами. |
| Каапорский жестовый язык (англ. Ka'apor Sign Language, англ. Urubu Sign Language) | Каапоран (Бразилия)                                          | н/д                                                                                               | 5 глухих (1984)                                                                             | |
| Кайанский жестовый язык (англ. Kajana Sign Language) |                                                              |                                                                                                   |                                                                                             | |
| Жестовый язык Кайлге (англ. Kailge Sign Language) |                                                              |                                                                                                   |                                                                                             | |
| Жестовый язык Каймановых островов (англ. Cayman Sign Language) | Каймановы острова                                            | н/д                                                                                               | 0                                                                                           | В 1981 году уже не использовался, так как был вытесен ямайским жестовым языком |
| Жестовый язык Кафр-Касема (англ. Kafr Qasem Sign Language) | Кафр-Касем (Центральный округ, Израиль)                      | возник примерно в 1920, существует четыре поколения                                               | менее 100 глухих                                                                            | Малоизученный язык, имеются лишь работы, посвящённые отдельным особенностям языка. С 1985 года начал вытесняться израильским жестовым языком. |
| Старый кентский жестовый язык (англ. Old Kentish Sign Language, OKSL) |                                                              |                                                                                                   |                                                                                             | |
| Кересанский жестовый язык (англ. Keresan Sign Language, англ. Keresan Pueblo Indian Sign Language, KPISL) | Нью-Мексико (США)                                            | н/д                                                                                               | 15 глухих носителей (2001)                                                                  | Малоизученный язык. Используется не только как основное средство общения с неслышащими жителями, но также в качестве альтернативы устному языку. Находится под угрозой исчезновения, поскольку из-за развития образования для неслышащих стал вытесняться американским жестовым языком и жестовой формой английского. |
| Жестовый язык кофеен (англ. Qahveh Khaneh Sign Language, QSL, англ. Coffeehouse Sign Language) | Тегеран (Иран)                                               | с 1900 года или ранее                                                                             | несколько пожилых носителей                                                                 | Неизученный язык, упоминается в Атласе языков Ирана. Возможно, имеет общего предка со стандартизированным иранским жестовым языком, поскольку имеет с ним ряд сходств. |
| Мардинский жестовый язык (англ. Mardin Sign Language, тур. dilsizce, тур. eski işaretler) | Мардин (Турция)                                              | зародился в 1930-х                                                                                | 40 (2012)                                                                                   | Семейный жестовый язык. В настоящее время вытесняется турецким жестовым языком. |
| Жестовый язык Мартас-Винъярд (англ. Martha's Vineyard Sign Language) | Мартас-Винъярд (Массачусетс, США)                            | зародился в XVIII веке                                                                            | 0                                                                                           | Исчез в середине XX века в связи со снижением случаев врождённой глухоты. |
| Жестовый язык Маруа (англ. Maroua Sign Language, англ. Extreme North Cameroon Sign Language, ExNorthCamSL)                                                                                                   | Маруа (Крайнесеверный регион, Камерун)                       | предположительно, пять-шесть поколений                                                            | около 200 носителей (2014)                                                                  | Использование камерунского жестового языка в учреждениях образования, а также слабая задокументированность жестового языка Маруа ставят его существование под угрозу. |
| Машакалийский жестовый язык (англ. Maxakali Sign Language) | Минас-Жерайс (Бразилия)                                      | одно поколение                                                                                    | н/д                                                                                         | Исследована фонология языка. Используется народом Машакали. Из-за изоляции носителей язык не испытывает влияния бразильского жестового языка. |
| Мбурский жестовый язык (англ. Mbour Sign Language) |                                                              |                                                                                                   |                                                                                             | |
| Мехекский жестовый язык (англ. Mehek Sign Language) | Сандаун (Папуа — Новая Гвинея)                               | н/д                                                                                               | 2 глухих, их слышащие родственники (2016)                                                   | Используется народом мехек. Язык обладает бедной грамматикой, вероятно, может быть классифицирован, как домашняя жестовая система |
| Жестовый язык миривунг (англ. Miriwoong Sign Language) |                                                              |                                                                                                   |                                                                                             | |
| Жестовый язык Миякубо (англ. Miyakubo Sign Language, (англ. Ehime-Oshima Sign Language) | Миякубо (остров Осима, Имабари, Япония)                      | не менее трёх поколений                                                                           | около 20 глухих (2018) не менее 50 слышащих                                                 | Малоизученный язык, имеется публикация, посвящённая числетельным и представлению времени в языке. Язык возник из-за высокой доли неслышащих людей в деревне (доля глухих — 0.66%), преимущественно членов трёх семей. Неслышащие представители младшего поколения посещают специализированную школу, где изучают японский жестовый язык. При общении со старшими они пользуются жестовым языком Миякубо, но в разговорах между собой могут использовать переключение кодов или чистый японский жестовый язык. Развитие информационных технологий, повышение мобильности населения (в том числе благодаря мостостроению), рост популярности японского жестового языка угрожают существованию языка Миякубо. |
| Мофу-гудурский жестовый язык (англ. Mofu-Gudur Sign Language) |                                                              |                                                                                                   |                                                                                             | |
| Нанабинский жестовый язык (NanaSL) | Экумфи (Центральная область, Гана)                           | два поколения                                                                                     | 25-30 глухих (2021)                                                                         | Малоизученный семейный жестовый язык |
| Приморский жестовый язык (англ. Maritime Sign Language) | Новая Шотландия (Канада)                                     | н/д                                                                                               | 0                                                                                           | Исчезнувший язык |
| Жестовый язык острова Провиденсия (англ. Providence Island Sign Language, PISL, PROVISL) | Провиденсия (Колумбия)                                       | вторая половина XIX века                                                                          | 17 глухих (2007), 28 слышащих (1978)                                                        | Один из первых деревенских жестовых языков, который привлёк внимание лингвистов, исследован в ряде публикаций. Жестовый язык сформировался из-за регулярных случаев наследственной глухоты, вызванной двумя независимыми причинами: несиндромальная аутосомно-рецессивная генетическая мутация и синдром Ваарденбурга. |
| Жестовый язык Сан-Томе и Принсипи (англ. Sao Tome and Principe Sign Language) |                                                              |                                                                                                   |                                                                                             | |
| Язык жестов североамериканских индейцев (англ. Plains Indian Sign Language, англ. First Nation Sign Language)                                                                                                |                                                              |                                                                                                   |                                                                                             | |
| Сивийский жестовый язык (англ. Sivia Sign Language, LSSiv) | Сивия (Аякучо, Перу)                                         | после 1972 года                                                                                   | 5 глухих, 52-60 всего (2015)                                                                | Язык изучен, имеется подробное грамматическое описание. Отношение к неслышащим людям нейтральное или позитивное, они имеют возможность устроиться на работу. Увеличивается число контактов носителей сивийского жестового языка с перуанским жестовым языком. |
| Жестовый язык синасина (англ. Sinasina Sign Language) |                                                              |                                                                                                   |                                                                                             | |
| Тебульский жестовый язык (англ. Tebul Sign Language) |                                                              |                                                                                                   |                                                                                             | |
| Жестовый язык терена (англ. Terena Sign Language) |                                                              |                                                                                                   |                                                                                             | |
| Центральнотаврский жестовый язык (англ. Central Taurus Sign Language) | несколько деревень в районе хребта Центральный Тавр (Турция) | возник приблизительно в 1970-х                                                                    | 36 глухих, около 100 слышащих (2020)                                                        | Язык возник из-за высокой доли людей с наследственной глухотой (в одной из деревень 15 жителей из 326 лишены слуха — 4.6%). Формирование языка происходило без влияния турецкого жестового языка, поскольку до последнего времени было непринято отправлять детей получать образование в другие регионы. Глухие люди в сообществе не подвержены стигматизации и полноценно интегрированы в деревенскую жизнь: они вовлечены во все общественные собрания, свободны в выборе супругов, работают наравне со слышащими. |
| Жестовый язык чатино (англ. San Juan Quiahije Chatino Sign Language) | Сан Хуан Киаихе (Оахака, Мексика)                            | два поколения                                                                                     | 11 глухих, более 20 слышащих                                                                | Язык используется внутри народа чатино. Может быть классифицирован как группа семейных жестовых языков. |
| Жестовый язык Энга (англ. Enga Sign Language) | Энга (Папуа — Новая Гвинея)                                  | н/д                                                                                               | н/д                                                                                         | |
| Жестовый язык южных Рупунуни (англ. South Rupununi Sign Language) | деревни на юге саванны Рупунуни (Гайана)                     | не менее двух поколений                                                                           | н/д                                                                                         | Малоизученный язык. Используется как минимум в семи поселениях народа вапишана. Глухие жители интегрированы в общество, вовлечены в трудовые отношения, участвуют в сельскохозяйственной деятельности и культурных мероприятиях. |
| Юкатекские майянские жестовые языки (англ. Yucatec Mayan Sign Languages): - англ. Chican Sign Language) - англ. Nohkop Sign Language) - англ. Trascorral Sign Language) - англ. Cepeda Perasa Sign Language) | Чикан, Nohkop, Трасскорал, Сепеда Пераса (Юкатан, Мексика)   | - как минимум три поколения (Чикан) - не более двух поколений (Nokhop, Трасскорал, Сепеда Пераса) | По данным 2016 года: - 16 глухих (Чикан) - 4 (Nohkop) - 6 (Трасскорал) - 10 (Сепеда Пераса) | Представляет собой группу из нескольких жестовых языков майя, которые сформировались независимо друг от друга, но из-за общности социокультурных факторов имеют значительные сходства между собой. В поселениях Чикан и Сепеда Пераса высокая доля неслышащих жителей объясняется генетическими причинами. В Nohkop и Трасскорале случаи глухоты ограничены единственными семьями, местные жестовые языки функционируют как семейные. Чиканский жестовый язык наиболее подробно описан в литературе. С 2009 года функционирует проект по документации жестовых языков юкатекских майя. Отношение к глухим членам сообщества позитивное, дискриминации не наблюдается. По другим данным, глухие члены сообщества рассматриваются как менее престижные партнёры для брака, а средств жестового языка недостаточно для поддержки ежедневных бесед.                                                          |
| Ямайский национальный жестовый язык (англ. Konchri Sain, англ. Jamaican Country Sign Language) | Сент-Элизабет (Ямайка)                                       | н/д                                                                                               | 40 глухих (2009)                                                                            | Вытесняется ямайским жестовым языком |

## Комментарии
1. ↑  Топоним-псевдоним для одного из районов города Чемаш, который используется в научной литературе при описании местного жестового языка в связи с пожеланием использующей его семьи сохранить анонимность.